# 尼庫利采爾鄉
45°11′N 28°29′E / 45.183°N 28.483°E
尼庫利采爾鄉（羅馬尼亞語：Comuna Niculițel, Tulcea），是羅馬尼亞的鄉份，位於該國東南部，由圖爾恰縣負責管轄，面積94平方公里，海拔高度89米，2002年人口4,515，人口密度每平方公里48人。